# Pesztó
A pesztó vagy „pesto alla genovese” a liguriai konyha egyik jellegzetes összetevője: bazsalikomból, olívaolajból, fokhagymából, parmezánból és fenyőmagból előállított szósz (a fenyőmag például dióval is helyettesíthető). Olaszországban jellemzően tésztafélékhez (például trenette, lasagne, gnocchi, troffiette), esetleg kevés főtt burgonya társaságában tálalják, első fogásként, de számos egyéb tészta-, leves- (pl. minestrone) és zöldséges ételek hozzávalója lehet, kisebb mennyiségben. A pesztó eltarthatósági ideje akár két hét is lehet, amennyiben mindvégig olívaolaj borítja a tetejét. A pesztónak a klasszikus mellett több változata is kialakult,
ilyen a trapani pesztó is.

## Eredete
Már az ókori Rómában is készítettek hasonló mártást (a moretumot), de maga a pesztó az 1200-as években megjelent agliata vagy aggiadda nevű szószból alakult ki. Ez az agliata, melyet főként főtt ételek és húsok tartósítására használtak, fokhagymát, sót, ecetet és olívaolajat tartalmazott. A mai formájában ismert pesztó azonban nem ősrégi étel: csak a 19. században jegyezte le először receptjét Giovanni Battista Ratto a La cuciniera genovese című könyvében (érdekesség, hogy eleinte holland sajtot javasolt összetevőjének). Néhány évvel később Emanuele Rossi is bemásolta ezt a receptet La vera cuciniera genovese facile ed economica ossia Maniera di preparare e cuocere ogni genere di vivande című művébe, majd 1910-ben Emerico Romano Calvetti is összekombinált e kettőből egy saját változatot.

## Elkészítése

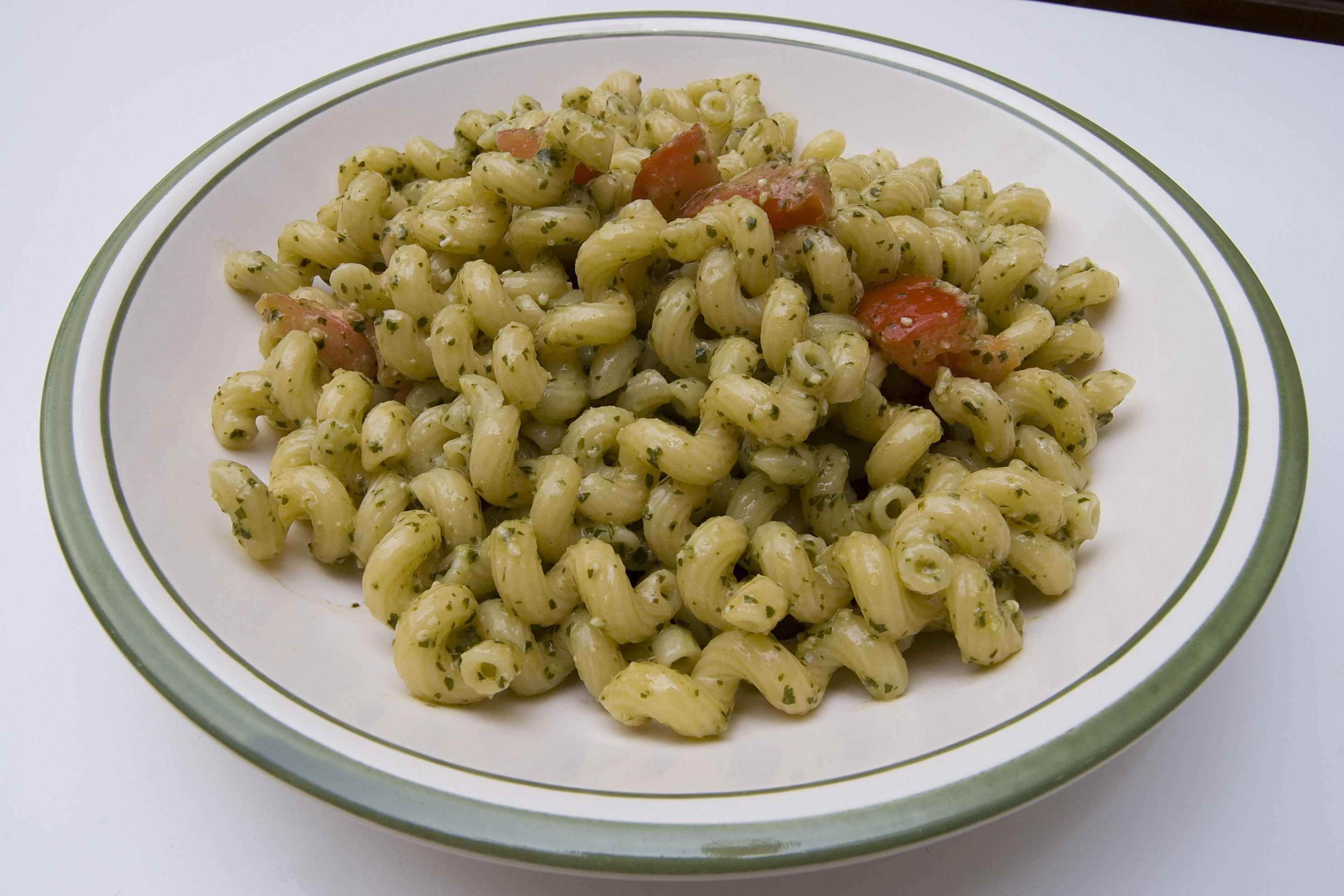
Tészta pesztóval elkeverve

Hagyományosan kézzel, egy márványból készült mozsárban keverik ki a hozzávalókat, puszpáng vagy kőris fájából készült mozsártörővel. Egy 6 személy számára elegendő adaghoz 8 sűrű csomó bazsalikom, 3 gerezd fokhagyma, 35 gramm fenyőmag, 7-8 centiliter olívaolaj, 2 gramm só és kb. 50 gramm sajt (parmezán és/vagy juhsajt) szükséges. Miután a bazsalikom leveleit megmossák és megszárítják, először a már meghámozott fokhagymát és a fenyőmagot pépesítik össze (de van, aki szerint a fenyőmagot később kell beletenni), majd ehhez adják hozzá a sót és a bazsalikom leveleit, de az így kapott elegyet már nem zúzzák teljesen péppé. Ezután kerülnek bele a sajtok, majd folyamatos keverés közben csurgatják bele lassan az olívaolajat. Ha túl sűrű, egy kevés meleg vízzel hígítható.
Hagyományos módon azonban már ritkán készítik, napjainkban még a genovai háziasszonyok nagy része is robotgépet használ az elkészítéshez. Az így előállított pesztó azonban sokkal krémszerűbb, a gépi keverés során pedig a bazsalikom különleges aromáját adó vegyületek egy része oxidálódik, így a fokhagyma pikáns íze jobban elnyomja a bazsalikomét.